# Eriogonum loganum
Eriogonum loganum är en slideväxtart som beskrevs av Aven Nelson. Eriogonum loganum ingår i släktet Eriogonum och familjen slideväxter. Inga underarter finns listade i Catalogue of Life.